# Lista de prefeitos de Lagoa Salgada
Esta é a lista de prefeitos de Lagoa Salgada, município brasileiro do Estado do Rio Grande do Norte.
| Nº | Prefeito                        | Imagem                    | Partido                          | Primeira-dama                                     | Início do mandato           | Fim do mandato         | Vice-prefeito                   | Observações                     |
| -- | ------------------------------- | ------------------------- | -------------------------------- | ------------------------------------------------- | --------------------------- | ---------------------- | ------------------------------- | ------------------------------- |
| 1  | Francisco Rodrigues de Oliveira |                           |                                  | Rainilda Lunardelli de Oliveira                   | 8 de junho de 1962          | 31 de março de 1965    | —                               | Prefeito nomeado                |
| 2  | Francisco Soares de Souza       |                           |                                  | Sônia Marisa de Souza                             | 31 de março de 1965         | 31 de janeiro de 1969  | não encontrado                  | Prefeito e vice eleitos         |
| 3  | Leide Oliveira do Nascimento    |                           |                                  | Roberto Rocha do Nascimento (Primeiro cavalheiro) | 31 de janeiro de 1969       | 1970                   | Paulo Serafim do Nascimento     | Prefeito e vice eleitos         |
| 4  | Paulo Serafim do Nascimento     |                           |                                  | Sônia Helena do Nascimento                        | 1970                        | 31 de janeiro de 1973  | —                               | Vice-prefeito eleito no cargo   |
| 5  | Severino Dantas de Brito        |                           | ARENA                            | Maria do Carmo de Brito                           | 31 de janeiro de 1973       | 31 de janeiro de 1977  | Manoel da Costa Filho           | Prefeito e vice eleitos         |
| 6  | Orlando Francisco de Queiroz    |                           |                                  | Maria do Socorro do Nascimento Queiroz            | 31 de janeiro de 1977       | 31 de janeiro de 1983  | não encontrado                  | Prefeito e vice eleitos         |
| 7  | Manoel Eduardo Fernandes        |                           |                                  | Marlene Bento Fernandes                           | 31 de janeiro de 1983       | 31 de dezembro de 1988 | não encontrado                  | Prefeito e vice eleitos         |
| 8  | José Carlos da Costa            |                           | PL                               | Francisca Pereira da Costa                        | 1º de janeiro de 1989       | 31 de dezembro de 1992 | Paulo Serafim do Nascimento     | Prefeito e vice eleitos         |
| 9  | José Justino Freire             |                           |                                  | Helena Hipólito da Silva Freire                   | 1º de janeiro de 1993       | 31 de dezembro de 1996 | não encontrado                  | Prefeito e vice eleitos         |
| 10 | José Carlos da Costa            |                           | PFL                              | Francisca Pereira da Costa                        | 1º de janeiro de 1997       | 31 de dezembro de 2000 | não encontrado                  | Prefeito e vice eleitos         |
| 11 | Francisco Canindé Freire        |                           | PFL                              | Ana Maria dos Santos Freire                       | 1º de janeiro de 2001       | 31 de dezembro de 2008 | José Carlos da Costa            | Prefeito e vice eleitos         |
| 11 | Francisco Canindé Freire        | PSB                       | Prefeito e vice reeleitos        | Ana Maria dos Santos Freire                       | 1º de janeiro de 2001       | 31 de dezembro de 2008 | José Carlos da Costa            |                                 |
| 12 | Alexandre José da Silva Freire  |                           | PSB                              | —                                                 | 1º de janeiro de 2009       | 31 de dezembro de 2016 | Janilson Dantas Freire          | Prefeito e vice eleitos         |
| 12 | Alexandre José da Silva Freire  | Prefeito e vice reeleitos | PSB                              | —                                                 | 1º de janeiro de 2009       | 31 de dezembro de 2016 | Janilson Dantas Freire          |                                 |
| 13 | Osivan Sávio Nascimento Queiroz |                           | PMDB                             | Daniela Torres Gonçalves Queiroz                  | 1º de janeiro de 2017       | 31 de dezembro de 2024 | Geyse Murian Novaes Gonçalves   | Prefeito e vice eleitos         |
| 13 | Osivan Sávio Nascimento Queiroz | MDB                       | José Emerson Peixoto de Mendonça | Daniela Torres Gonçalves Queiroz                  | 1º de janeiro de 2017       | 31 de dezembro de 2024 | Prefeito reeleito e vice eleito |                                 |
| 14 | José Canindé Freire             |                           | José Emerson Peixoto de Mendonça | PSDB                                              | Ana Maria dos Santos Freire | 1º de janeiro de 2025  | até a atualidade                | Prefeito eleito e vice reeleito |